# Ajde, dan... prođi... (2006.)
Ajde, dan... prođi... je dugometražni igrani prvijenac Matije Klukovića iz 2006., poznat po tome što je sniman kroz tri godine u potpuno nezavisnim produkcijskim uvjetima, s buđetom desetorostruko manjim od prosječnog igranog filma u Hrvatskoj, odbijen od Pulskog filmskog festivala, a da bi zatim osvojio nagradu za najbolji hrvatski film na Zagreb Film Festivalu te međunarodnu premijeru održao na prestižnom filmskom festivalu u Rotterdamu. 
Dodatni interes javnosti polučio je činjenicom da ga je načinio autor bez formalnog filmskog obrazovanja te da je to prvi dugometražni igrani film u povijesti hrvatske kinematografije čiju filmsku fotografiju potpisuje žena (Bojana Burnać). 
Nakon zagrebačke premijere u kinu Tuškanac 2007., pobire jednoglasne komplimente hrvatskih filmskih kritičara, između ostaloga nazivan „...najvećim otkrićem hrvatske kinematografije od Ritma zločina Zorana Tadića iz 1981.“ (Damir Radić, Nacional), „...najzanimljivijim nezavisnim filmom nastalim posljednjih desetljeća“ (Nenad Polimac, Globus) te „...potpuno drugačijim od bilo čega što se u Hrvatskoj trenutno snima“ (Jurica Pavičić, Jutarnji list).

## Radnja
Podnaslovljen kao Dramski kolaž o ljudima koji imaju vremena, Ajde, dan... prođi... prati dvadesetak likova različitih generacija.
Martin je mladi insomniak koji po treći put kreće u 8. razred osnovne škole; njegova majka (Martina) jedva čeka da ode u posjet mužu koji radi u Švicarskoj; u birtiji “Vegos” Martinu piće toči Konobarica opsjednuta razmještavanjem namještaja čime izluđuje svoje stanodavce; susjeda Sanja nakon pet godina vraća se iz Njemačke kod nepodnošljive Bake koja jedva čeka da umre te Dede kojemu je cilj oboriti rekord u navršenim godinama; Tamara je iskompleksirana Sanjina sestrična koja svojom pjesmom “Ljudi koji imaju vremena” osvaja prvu nagradu na županijskom natjecanju škola; Tamarina jedina prijateljica je Marta- potencijalna samoubojica iz razloga što nema razloga; Tamarini mentori su kazališna glumica Anita te stariji brat Matija koji sa svojim suputnikom Stjepanom autostopira po Europi i svijetu prodajući kopije slika pokojnoga oca; Martinova teta Jadranka i njen ljubavnik Alen pokušavaju stvoriti vezu baziranu na obostranom nepoštovanju; Martinova druga teta Ana otkriva malome tehnike uspavljivanja koju on prosljeđuje kolegama iz razreda, a jedna od njegovih mlađih kolegica je Karla, dvanaestogodišnja Anitina unuka koja promatra sve te starije ljude oko sebe pitajući se: Zašto svi ti ljudi pričaju tako glasno i djeluju nezadovoljno?

## Produkcija
- scenarist, režiser, montažer - Matija Kluković
- producentica - Irena Marković
- direktorica fotografije - Bojana Burnać
- oblikovanje tona - Dubravka Premar, Gordan Fučkar
- skladatelj - Darko Marković
- produkcijska kuća - Focus Media

## Uloge
- Višnja Pešić
- Filip Šuster
- Petra Težak
- Nina Benović
- Petra Kurtela
- Antonija Stanišić
- Leon Demšar
- Marija Kohn
- Ivan Džaja
- Simona Dimitrov-Palatinuš
- Matija Kluković
- Stjepan Mataušić
- Asja Jovanović
- Andrea Rumenjak
- Milovanka Benović
- Jelena Hadži-Manev
- Vilena Košutić
- Predrag Raos
- Ognjen Sviličić
- Irena Marković
- Mia Oremović
- Stjepan Džimi Stanić
- Borivoj Radaković

## Vanjske poveznice
- Službena stranica  Arhivirana inačica izvorne stranice od 13. travnja 2008. (Wayback Machine)
- Ajde, dan... prođi u internetskoj bazi filmova IMDb-a